# David Olney
Pour les articles homonymes, voir Olney.
David Charles Olney, né le 23 mars 1948 à Providence dans l'État de Rhode Island et mort le 18 janvier 2020 à Fort Walton Beach (Floride), est un auteur-compositeur et interprète folk Americana américain.

## Biographie
David Olney entra à l'université de Caroline du Nord à Chapel Hill, échouera dans ses études, et n'obtiendra jamais de diplôme. Il commença sa carrière de musicien dans un groupe, Simpson, à la fin des années 1960 ; son modèle est James Brown.
Il déménagea à Nashville à l'été 1973, et fut découvert par le petit-fils de John Lomax, John Lomax III, jouant au sein du Pritchard Avenue band. Dès 1974, reconnu en ville, il se perfectionne et forme son propre groupe au début de l'année 1978, The X-Rays, qui se taille une réputation lors de la seconde moitié des années 1970, jusqu'au début de l'année 1980, quand David olney décide d'entamer une carrière solo après la sortie de l'album Contender avec les X-Rays, seul album commercial de la carrière de David, et la dernière collaboration du groupe avant le début de la carrière soliste de David. Il a écrit entre autres pour des artistes comme Emmylou Harris, Steve Earle, Johnny Cash, Linda Ronstadt etc.
David Olney est mort sur scène, au milieu de sa troisième chanson lors du 30e Songwriter Festival à Santa Rosa Beach, en Floride, le 18 janvier 2020.

## Discographie
- Contender (1981)
- Nashville Jug Band (1982)
- Customized (1984)
- Eye of the Storm (1986)
- Deeper Well (1989)
- Roses (1991)
- Top to Bottom (1991)
- Border Crossing (1992)
- Ache of Longing (1994)
- Live in Holland (1994)
- High, Wide and Lonesome (1995)
- Real Lies (1997)
- Through a Glass Darkly (1999)
- Ghosts in the Wind: Live in Michigan (1999)
- Omar's Blues (2000)
- Women Across the River: Live in Holland (2002)
- The Wheel (2003)
- Illegal Cargo: Live in Holland (2004)
- Migration (2005)
- Lenora: Live in Holland (2006)
- One Tough Town (2007)
- Dutchman’s Curve (avril 2010)
- Film Noir : 5 titres (sortie : 24 mai 2011[5])
- The Stone : 6 titres( (2012)
- Robbery & Murder (5 titres  [8-track EP] (2012)
- Predicting The Past : Introducing Americana Music Vol.2, (2 CD, dont une rétrospective 2000-2012. Aucun des titres n’est sorti avant 2013)
- Sweet Poison (uniquement disponible à la sortie de scène à partir de novembre 2013. Sortie publique : janvier 2014)
- When the Deal Goes Down (2014)
- Holiday In Holland (Strictly Country) avec Sergio Webb  (2016)
- Don't Try to Fight It - Red Parlor Records (2017)
- This Side or the Other - Black Hen Music - (2018)

### Seconde sortie
- Film Noir, The Stone et Robbery & Murder ressortirent en coffret 3-CD en 2012 sous le titre Body of Evidence.

### Sources
- Article de John Lomax III pour l’hebdomadaire Aquarian Weekly (juillet 1981)
- Site officiel